# Пищаль

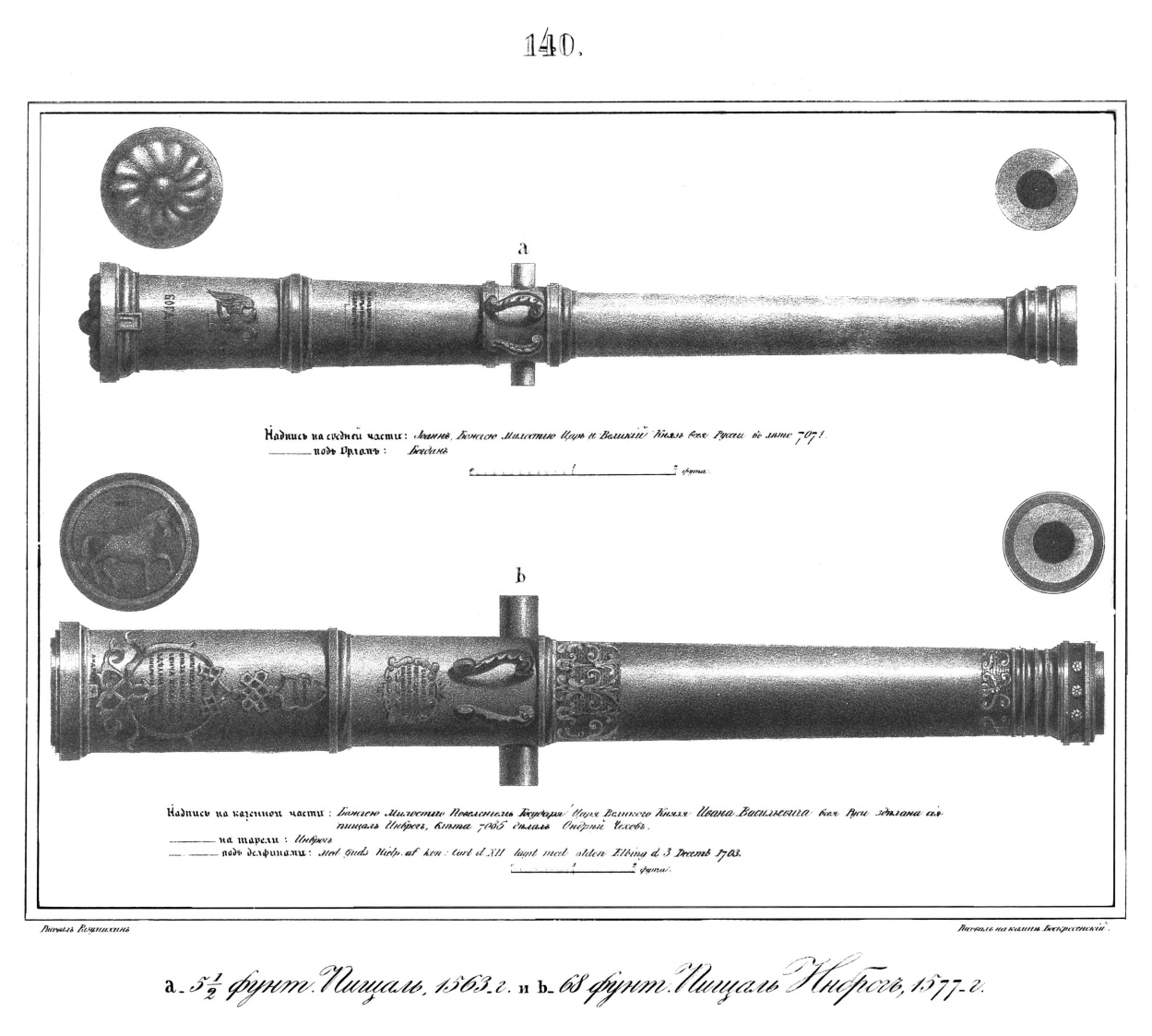
Русские пищали 1563 и 1577 годов

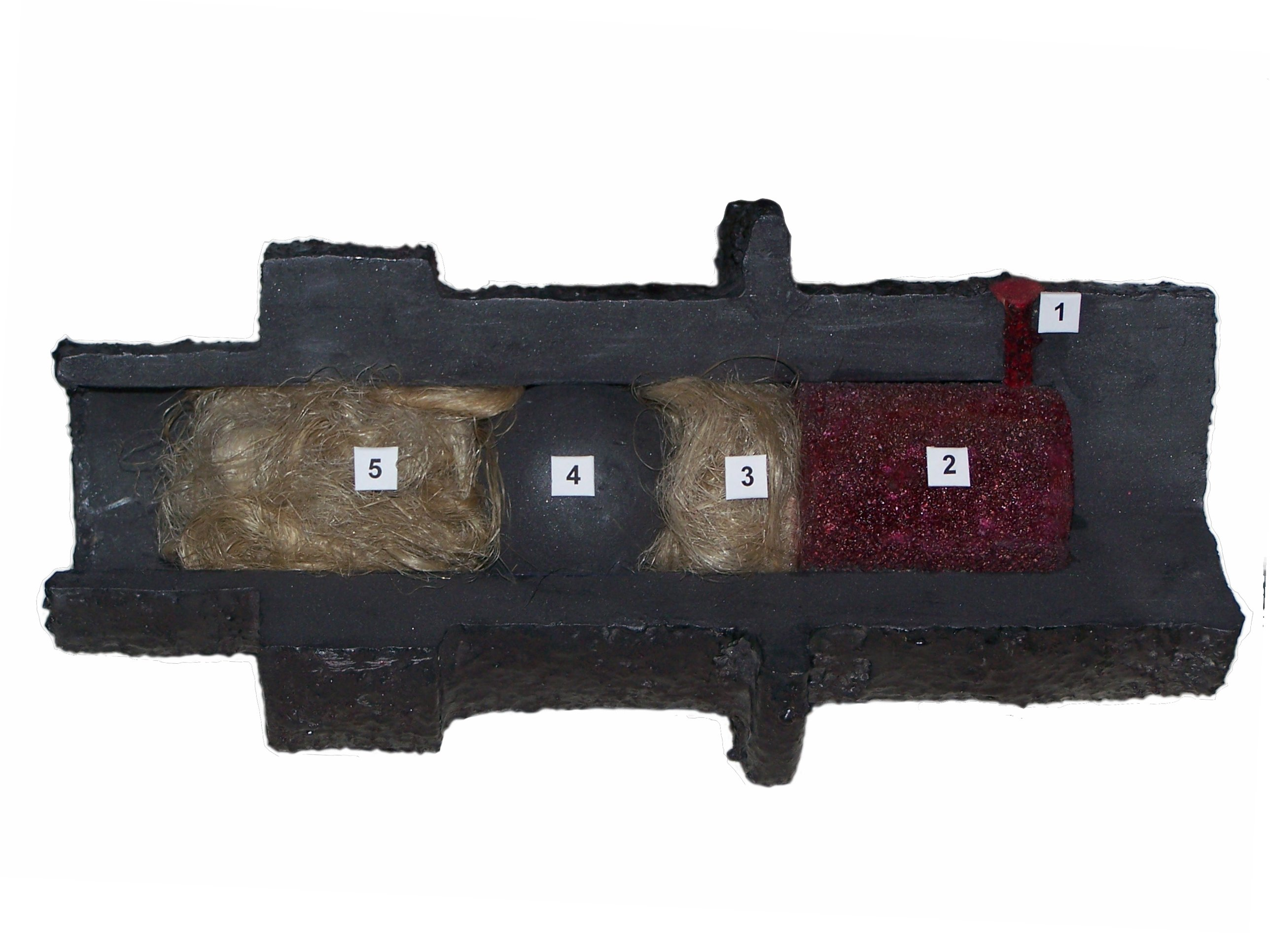
Заряженная пищаль в разрезе:
1 — запальное отверстие
2 — пороховой заряд
3 — уплотнительный пыж (пакля)
4 — пуля
5 — фиксирующий пыж

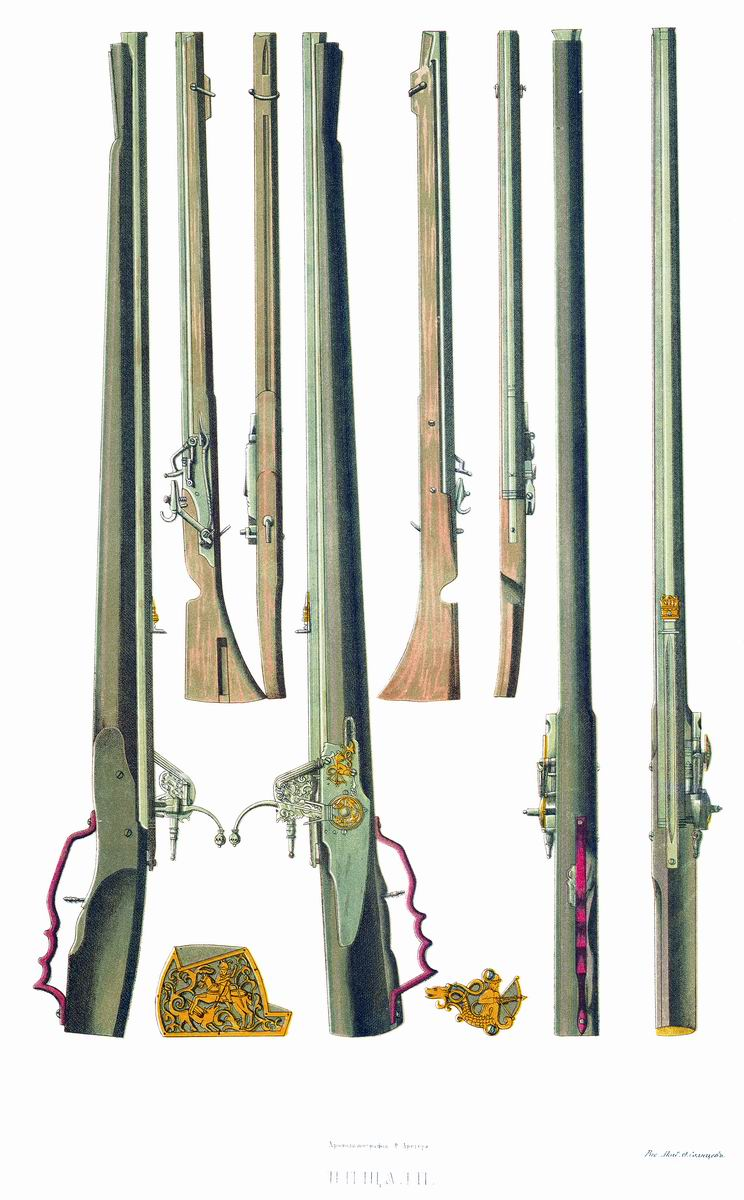
Затинная (большая) и казачья завесная (малая) пищали

Пища́ль — общее русское название ранних образцов средне- и длинноствольного огнестрельного оружия прицельной стрельбы.
В старину на Руси пищаль — огневое орудие, стоящее на вооружении формирований пищальников; некогда пушка (орудие артиллерийское) с прозваньями (то есть именная пищаль): «Инрог», «Волк», «Соловей», «Чеглик» или «Певец». Древнейшим представителем пищалей является медная пищаль, отлитая в 1485 году мастером Яковом и хранившаяся в началe XX столетия в Санкт-Петербургском артиллерийском музее. В Европе пищаль называлась аркебуза, а до этого — кулеврина (от фр. couleuvre — «уж» и couleuvrine — «змеевидный», что в свою очередь восходит к лат. colubrinus — «змеевидный»), и в Германских государствах — «шланг» (от нем. Schlange — «змея»).
Сороковые пищали (органы) представляли собой многоствольные орудия. Малокалиберная, короткая пищаль — Волкоме́йка, Фолконе́я. Крепостное ружьё, долгомерная пищаль на сошке или станке — Грохо́вница.

## История
Пищали, появившиеся в последней четверти XIV века, использовались для прицельной стрельбы по живой силе и укреплениям. Слово «пищаль» известно в славянских источниках с XI века и связано с глаголом «пищать». Его первоначальное значение — «трубка», «дуда», «сопель», «свирель». От родственного чешского слова «píšťala» (писто́ль) произошло международное слово пистолет. Применительно к огнестрельному оружию слово пищаль впервые упоминается около 1399 года.
Существовали как ручные пищали (известные также под названиями ручница или завесная — старинное название пищали, висевшей на ремне за спиной ратника, самопал), так и крепостные, затинные устанавливавшееся в затин, предназначенные для стрельбы со стен укрепления или станка (треноги или лафета). Словом пищаль также нередко именовали пушки. (Слово «пушка» производно от «пущать», означавшего «метать», «пускать», «стрелять».) Различали разнообразные виды пищалей-орудий:
- по тактическому назначению: 
  - крепостные
  - осадные (ломовая пищаль[6])
  - стенобитные
  - полковые
  - полевые
- по конструкционному материалу: 
  - железные
  - стальные
  - медные
  - бронзовые
  - чугунные

В качестве снарядов использовались, преимущественно, каменные, железные или чугунные ядра (для ручных пищалей — пули).
Первоначально конструкция разных пищалей была очень схожей. Конструктивные различия появились в конце XV века с изобретением фитильных замков. В XVI веке появились ручные кремнёвые пищали, которые состояли на вооружении войска до XVIII века. Фактически, это уже была русская реализация мушкета. Такие пищали вышли из употребления при реформе армии, проводившейся Петром I.
На Руси (в России) с 1408 года пищали упоминаются в качестве осадной артиллерии, с 1450 года — как средства для обороны городов, а с 1480 года пищалями называется не только артиллерия, но и стрелковое оружие. В 1511 году впервые упомянут «пищальный наряд».
Артиллерийские пищали, отлитые в Московской пушечной мануфактуре в последней четверти XV века, имели длину 18—23 калибров. В XVI веке существовало много пищалей различных калибров. Например, в описи 1582 года упомянуты пищали 28 калибров: от 1/8 гривенки до пуда. В дальнейшем происходил отбор наиболее рациональных конструкций, — в результате «Описная книга пушек и пищалей» 1626—1647 годов упоминает о пищалях только 14 калибров от 1/2 до 8 гривенок.
В городе Торжке, стоявшем на оживленном торговом пути, изготовлением оружия занималась прослойка ремесленников, живших в Пищальной слободе
На Руси (в России) в XVI веке ручная пищаль с фитильным замком являлась аналогом западноевропейской аркебузы. 
В XVI веке калибр ручных пищалей в среднем колебался от 11 до 15 мм. Военнослужащих, вооруженных ручными пищалями, называли пищальниками. Одни пищали отличались высоким качеством (нарочитые), другие — нет (худые). При Василии III в Иран было отправлено 30 тысяч пищалей.
С середины XVII века отмечено собственное производство винтовальных пищалей, которые раньше иногда закупались в Западной Европе.